# Splatterhouse (игра, 1988)
Splatterhouse (яп. スプラッターハウス Супуратта:хаусу) — видеоигра в жанре beat 'em up с элементами хоррора, разработанная и изданная компанией Namco в 1988 году. Игра впервые появилась на аркадных автоматах, после чего была портирована на TurboGrafx-16, FM Towns, PC и Virtual Console. Данная игра вошла в Splatterhouse 2010 года.

## Игровой процесс
Игра представляет собой кровавый beat 'em up с элементами хоррора. Игрок управляет Риком и передвигается по различным уровням, истребляя на своём пути монстров, демонов, зомби и другую нечисть. В основном Рик сражается врукопашную, но иногда может находить и использовать различные виды оружия, вплоть до огнестрельного. Некоторые уровни являются одной комнатой, где в условиях ограниченного пространства на Рика нападают монстры. Другие постоянно движутся, заставляя персонажа идти вперёд. Помимо монстров имеются также и ловушки: вращающиеся лезвия, колья, плюющие кислотой зомби, прикованные к стенам на заднем плане, и другие. За хорошо завершённый уровень игрок получает единицы здоровья (изначально из 4) или жизни (продолжения в виде масок, которых сперва всего 2).

## Сюжет
Рик Тэйлор и его девушка, Дженнифер Уиллис, студенты в местном университете парапсихологии, скрываются от грозы в Имении Уэста, доме с дурной славой, принадлежавшего исчезнувшему парапсихологу доктору Уэсту. При входе в особняк дверь за ними закрывается, гаснет свет, Дженнифер кричит, а Рик оказывается оглушён ударом в затылок.
Рик приходит в себя в темнице особняка, воскрешённый «Маской Ужаса»/«Маской Ада», жертвенным экспонатом майя, обладающей собственным мышлением. Воссоединившись с Риком, она превращает его в громилу, обладающего неимоверной силой. С силой маски Рик движется через весь особняк, истребляя орды монстров. Во внутренней части особняка он находит Дженнифер, которая превращается в огромного монстра и пытается убить Рика, одновременно моля о помощи. Рик вынужден убить Дженнифер, которая превращается обратно в человека и благодарит Рика, после чего умирает. В ярости Рик спускается в кровавую дыру, находившуюся в полу и попадает в нутро особняка. Оказалось, что особняк — живое существо, и внутри него есть «Матка» — нечто, производящее монстров. Рик продолжает истреблять нежить и добирается до сердца «Матки», которое он уничтожает. Особняк «погибает».
Рик выбегает из горящего особняка. Однако его ждёт ещё одна проблема — «Маска Ужаса» выпускает поток энергии в могилу, из которой вырывается огромный монстр — Адский Хаос, который пытается убить Рика. Рик уничтожает существо, а из могилы вылетает лик, из которого начинает пробиваться свет, разрушающий Маску и возвращающий Рику прежний вид. В нормальном состоянии, Рик уходит. Однако после титров видно, что «Маска Ужаса» собирает себя по кусочкам, после чего начинает злобно смеяться.

## Оценки
| Сводный рейтинг    | Сводный рейтинг            |
| Агрегатор          | Оценка                     |
| ------------------ | -------------------------- |
| Metacritic         | iOS: 49 / 100              |
| Иноязычные издания |                            |
| Издание            | Оценка                     |
| CVG                | ARC: Positive PCE: 92%     |
| GameSpot           | VC: 4,7 / 10               |
| GameSpy            | PCE: 8 / 10                |
| IGN                | VC: 6,5 / 10 iOS: 4.5 / 10 |
| Nintendo Life      | VC:                        |

## Интересные факты
- Основой для игр серии Splatterhouse стал рассказ «Особняк Безумия» и произведение Говарда Лавкрафта «Герберт Уэст — реаниматор», а также снятые на его основе фильмы: Реаниматор, Невеста реаниматора и Возвращение реаниматора[9][неавторитетный источник]. Архитектура дома тоже объясняется: в одном из фильмов Уэст купил дом рядом с кладбищем (бывший морг) в подвале которого и проводил свои опыты по воскрешению людей. Первые опыты в фильме «Возвращение Реаниматора» приносят свои плоды: люди оживают и приобретают разум, но со временем воскресшие теряют над собой контроль. Затем монстры, оживлённые профессором, нашли своего создателя и растерзали его, а так как Уэст жил один — дом стал пустовать до тех пор, пока в него не вошли главные герои игры.
- Босс в церкви (Злой крест) на самом деле — Крест святого апостола Петра. Когда Христа казнили, а его учеников преследовали, суд приговорил Петра к смерти на кресте. Сам Пётр попросил повесить его вверх ногами, как недостойного страдать за Христа, и суд удовлетворил его просьбу.
- Оригинальная Маска Ужаса выглядела как обычная хоккейная маска. В американской версии Маску Ужаса перерисовали и перекрасили в красный цвет, дабы избежать схожести с Джейсоном Вурхизом[10][нет в источнике]. Также в американской версии, из-за запрета религиозной символики, босс-крест был заменён на большую летающую голову. Помимо этого, был снижен общий уровень насилия[11].